# Cycle 8 de Pokémon
Pour des articles plus généraux, voir Pokémon, la série et Liste des épisodes de Pokémon.
 (janvier 2025).
Si vous disposez d'ouvrages ou d'articles de référence ou si vous connaissez des sites web de qualité traitant du thème abordé ici, merci de compléter l'article en donnant les références utiles à sa vérifiabilité et en les liant à la section « Notes et références ».
Chronologie
Cycle 7
Le huitième cycle de la série télévisée Pokémon, également désigné sous le nom Pokémon Horizons ou Pokémon Les horizons en Occident, fut diffusé au Japon le 14 avril 2023. En France, la diffusion eut lieu le 9 décembre 2023, tandis qu'aux États-Unis, elle s'est déroulée à partir du 23 mars 2024. Au Royaume-Uni, la nouvelle série est diffusée à compter du 1er décembre 2023. Il s'agit de la saison 26 de la série animée.

## Synopsis
Dans cette série, Sacha Ketchum et son fidèle Pikachu ne sont plus les protagonistes principaux. L'aventure est désormais centrée sur les vécues de Liko, une petite fille introvertie, arrivant dans la région de Kanto pour devenir élève de l'Académie Indigo. Là, elle reçoit son Pokémon de départ, une femelle Poussacha, avec qui les débuts sont plutôt difficiles. Liko possède également un mystérieux pendentif offert par sa grand-mère en guise de protection, mais ce dernier est convoité par une organisation secrète appelée les Explorateurs. Lorsqu'Amethio, l'un des administrateurs du groupe, menace Liko, la jeune fille est sauvée in extremis par Friede.
La jeune fille est alors recueillie par le professeur Pokémon et son groupe : les Électacleurs Volants, un groupe d'aventuriers, voyageant autour du monde et composée d'Oria, la mécanicienne ; Murdoch, le cuisinier ; Mollie, la soignante ; et Landon, le vieux loup de mer. À bord de leur vaisseau, le Brave d'Oliville, mené par le Capitaine Pikachu, Liko et les Électacleurs Volants finissent par faire la connaissance de Rhod, un garçon rêvant d'aventures qui possède une mystérieuse Poké Ball ancienne, confiée par son grand-père, qu'il n'a jamais réussi à ouvrir. Le secret de cet objet finit par être révélé lorsque, après être entré en résonance avec le pendentif de Liko, la Poké Ball ancienne s'ouvre et libère un Rayquaza chromatique qui prend la fuite. Désirant retrouver le Pokémon légendaire, Rhod rejoint lui aussi les Électacleurs Volants, avec son premier partenaire Chochodile.
Désormais, accompagnée des Électacleurs Volants et de Rhod, Liko part à la recherche de la vérité concernant son pendentif et le Rayquaza chromatique. Mais les Explorateurs les surveillent de près.

## Découpage
Au Japon, la série est divisée en arcs narratifs :
- Arc 1 : リコとロイの旅立ち (en français, « Le départ de Liko et Rhod ») Débute à partir de l'épisode 1 jusqu'à l'épisode 25.
- Arc 2 : テラパゴスのかがやき (en français, « L'éclat de Terapagos ») Débute à partir de l'épisode 26 jusqu'à l'épisode 45.
- Arc 3 : テラスタルデビュー (en français, « Début Téracristal ») Débute à partir de l'épisode 46 jusqu'à l'épisode 67.
- Arc 4 : レックウザ ライジング (en français, « L'ascension de Rayquaza ») Débute à partir de l'épisode 68 jusqu'à l'épisode 89.
- Arc 5 : メガボルテージ (en français, « Méga Voltage ») Débute à partir de l'épisode 90.

Hors du Japon, la série est divisée en Saisons :
- Saison 1 : Pokémon Horizons: The Series (en français, «La série : Pokémon, les horizons ») Débute à partir de l'épisode 1 jusqu'à l'épisode 45.
- Saison 2 : Pokémon Horizons: Season 2 - The Search for Laqua (en français, «La série : Pokémon, les horizons - Saison 2 : À la recherche de Laqua») Débute à partir de l'épisode 46 jusqu'à l'épisode 89.

## Personnages
- Liko : Nouvelle héroïne principale après Sacha. Originaire de Paldea, elle arbore un mystérieux pendentif qui lui a été offert par Diana, sa grand-mère. Ce pendentif, convoité par les Explorateurs, se révélera être le Pokémon Terapagos. En entrant à l'Académie Indigo, Liko a reçu comme partenaire Pokémon, un Poussacha femelle qui évoluera en Matourgeon et enfin en Miascarade. Plus tard, elle capturera une Bibichut qui évoluera en Chapotus.
- Rhod : Deuxième héros principal. Originaire de Kanto, il rêve de voyager dans le monde et de rencontrer un Pokémon légendaire. Il capturera le Chochodile des Électacleurs Volants, puis un Zapétrel qui évoluera en Fulgulairo.
- Ann : Camarade de Liko à l'Académie Indigo. Elle a reçu un Moustillon comme partenaire Pokémon.
- Dot/Nidotruc : Membre recluse des Électacleurs Volants, cette génie de l'informatique solitaire qui est chargée de l'aspect technologique est en réalité une très célèbre streameuse. Elle possède un Coiffeton qui évoluera en Canarbello, puis elle capturera une Forgerette qui évoluera en Forgella.
- Friede : Le chef de l'équipe des Électacleurs Volants. Il possède un Pikachu et un Dracaufeu.
- Oria : La mécanicienne des Électacleurs Volants. Elle possède un Métalosse et un Élekid.
- Murdoch : Le cuisinier des Électacleurs Volants. Il possède un Rocabot et une Charmilly.
- Mollie : L'infirmière des Électacleurs Volants. Elle possède un Leveinard.
- Landon : un vieillard solitaire, membre des Électacleurs Volants. Il possède un Maraiste et un Sharpedo.
- Menzi : Alter-ego du personnage apparu dans les jeux Pokémon Écarlate et Violet, c'est une Dresseuse de rang Maître Pokémon. Comme dans le jeu vidéo (quand le cinquième Badge d'Arène a été obtenu), elle possède un Pohmotte qui évoluera en Pohmarmotte.
- Amethio : Administrateur des Explorateurs. Il possède un Malvalame et un Corvaillus.
- Zirc : Agent des Explorateurs, subalterne d'Amethio. Il possède un Airmure et un Rhinoféros.
- Onia : Agent des Explorateurs, subalterne d'Amethio. Elle possède un Airmure et un Akwakwak.
- Spinel : Administrateur des Explorateurs. Il possède un Magnéton, un Neitram et un Noctali.
- Calcé : Administratrice des Explorateurs. Elle possède un Charmina et un Xatu.
- Hamber : majordome de Gibeon et commandant en second des Explorateurs. Il possède un Noctunoir.
- Sidienne : Administrateur des Explorateurs. Il possède un Gigansel et un Ptéra.
- Corail : Administratrice des Explorateurs. Elle possède un Oniglali et capturera un Hurle-Queue.
- Gibeon : Le mystérieux chef des Explorateurs. Il possède un Zygarde.
- Lucius : Un aventurier du passé dont l'existence est devenue un récit de légendes et de mythes. Il a parcouru le monde avec six Pokémon nommés les Six Héros : un Rayquaza chromatique, un Arboliva, un Sulfura de Galar, un Lokhlass, un Hachécateur et un Entei. Il s'avérera être l'arrière-arrière-grand-père de Liko.
- Rystal : Compagne de Lucius avec qui elle part à l'aventure. Elle possède un Terapagos qui revient plus tard à Liko.

## Doublage
| Liko                       | Minori Suzuki       | Sofia Abouatmane    |
| Rhod (Roy)                 | Yuka Terasaki       | Julia Kaye          |
| Électacleurs Volants       |                     |                     |
| Friede                     | Taku Yashiro        | Pierre Lognay       |
| Oria (Orla)                | Ayane Sakura        | Nancy Philippot     |
| Murdoch (Murdock)          | Kenta Miyake        | Arnaud Crèvecoeur   |
| Mollie                     | Kei Shindō          | Julie Dieu          |
| Dot / Nidotruc (Nidothing) | Yoshino Aoyama      | Ludivine Deworst    |
| Landon (Ludlow)            | Ikkyū Juku          | Robert Dubois       |
| Explorateurs               |                     |                     |
| Amethio                    | Shun Horie          | Damien Locqueneux   |
| Zirc                       | Kohsuke Tanabe      | Alain Eloy          |
| Onia                       | Arisa Shida         | Hélène Van Dyck     |
| Spinel                     | Makoto Furukawa     | Maxym Anciaux       |
| Hamber                     | Hironori Kondo      | Bruno Georis        |
| Corail (Coral)             | Ikue Ōtani          | Shérine Seyad       |
| Sidienne (Sidian)          | Yuki Onodera        | Marvin Schlick      |
| Calcé (Chalce)             | Mimi Maihane        | Célia Torrens       |
| Gibeon                     | Show Hayami         | Jean-Marc Delhausse |
| Autres                     |                     |                     |
| Lucius                     | Daisuke Namikawa    | Jean-Marc Delhausse |
| Mashynn                    | Kaede Hondo         | Marie du Bled       |
| Anne                       | Yuna Ogata          | Alayin Dubois       |
| Diana                      | Kiri Yoshizawa      | Fabienne Loriaux    |
| Alex                       | Tokuyoshi Kawashima | Frederik Haùgness   |
| Lucca                      | Houko Kuwashima     |                     |
| Menzi                      | Eri Kitamura        | Fanny Dreiss        |
| Colza                      | Kazuya Nakai        | Philippe Allard     |

## Liste des épisodes

### Saison 1
| No   | Titre français                                            | Titre japonais                       | Titre japonais                             | Date de 1re diffusion |
| No   | Titre français                                            | Kanji                                | Rōmaji                                     | Date de 1re diffusion |
| ---- | --------------------------------------------------------- | ------------------------------------ | ------------------------------------------ | --------------------- |
| 1233 | Le pendentif par lequel tout a commencé - Première partie | はじまりのペンダント 前編            | Hajimari no Pendanto, Zenpan               | 14 avril 2023         |
| 1234 | Le pendentif par lequel tout a commencé - Deuxième partie | はじまりのペンダント 後編            | Hajimari no Pendanto, Kouhen               | 14 avril 2023         |
| 1235 | Tout ira bien ! Poussacha est avec moi !                  | ニャオハとなら、きっと               | Nyahoja to Nara, Kitto                     | 21 avril 2023         |
| 1236 | Le trésor après la tempête !                              | ながれついた宝もの                   | Nagaretsuita Takaramono                    | 28 avril 2023         |
| 1237 | Je t'ai trouvé, Chochodile !                              | みつけたよ、ホゲータ                 | Mitsuketa yo, Hogator                      | 5 mai 2023            |
| 1238 | La Poké Ball ancienne !                                   | いにしえのモンスターボール           | Inishie no Monster Ball                    | 12 mai 2023           |
| 1239 | L'entraînement spécial du Capitaine Pikachu !             | 特訓！キャプテンピカチュウです       | Tokkun! Captain Pikachu                    | 19 mai 2023           |
| 1240 | La porte qui ne s'ouvre jamais !                          | 扉が開かない謎の扉                   | Akazu no Tobira no Himitsu                 | 26 mai 2023           |
| 1241 | Bienvenue à Paldea !                                      | パルデア地方に到着                   | Paldea Touchaku!                           | 2 juin 2023           |
| 1242 | Menzi, Colza et...                                        | ネモ、コルサそれから                 | Nemo to Colza to                           | 9 juin 2023           |
| 1243 | La forêt d'Arboliva !                                     | オリーヴァの森                       | Oliva no Mori                              | 16 juin 2023          |
| 1244 | Mon choix pour l'avenir !                                 | 私が選ぶ未来                         | Watashi ga Erabu Mirai                     | 23 juin 2023          |
| 1245 | Un pique-nique inattendu !                                | ピクニックは突然に                   | Picnic wa Totsuzen ni                      | 14 juillet 2023       |
| 1246 | Vole, Zapétrel !                                          | とべ！カイデン！！                   | Tobe! Kaiden!!                             | 21 juillet 2023       |
| 1247 | Un ennemi invisible !                                     | みえないヤツだ！何者なんじゃ？       | Mienai yatsu da! Nanimon nanja?            | 28 juillet 2023       |
| 1248 | Allez, Coiffeton, on peut y arriver !                     | クワッスとなら、できるよ             | Kuwassu to nara, dekiru yo                 | 4 août 2023           |
| 1249 | C'est l'heure de l'entraînement spécial !                 | カイデンとホゲータ 秘密の大特訓！    | Kaiden to Hogator - Himitsu no Dai Tokkun! | 11 août 2023          |
| 1250 | Vole Pikachu... toujours plus haut !                      | そらとぶピカチュウ、どこまでも高く！ | Sora Tobu Pikachu, Doko Made mo Takaku!    | 18 août 2023          |
| 1251 | Une vérité douce-amère                                    | マホイップのホント                   | Mawhip no Honto                            | 25 août 2023          |
| 1252 | L'entraînement au combat de Kabu !                        | カブさんのバトル修行                 | Kabu-san no Batoru Shugyou                 | 1er septembre 2023    |
| 1253 | Une Bibichut solitaire                                    | ひとりぼっちのミブリム               | Hitori Botchi no Mibrim                    | 8 septembre 2023      |
| 1254 | La mystérieuse mine de Galar !                            | 激突！ガラルこうざん                 | Gekitotsu! Galar Kouzan                    | 15 septembre 2023     |
| 1255 | Le redoutable Sulfura de Galar                            | 燃え上がるガラルファイヤー           | Moeagaru Galar Fire                        | 22 septembre 2023     |
| 1256 | Retrouvailles au vieux château !                          | 古城での再会                         | Kojou de no Saikai                         | 13 octobre 2023       |
| 1257 | Rivaux dans l'obscurité de la nuit                        | 闇夜の強敵                           | Yamiyo no Raibaru                          | 20 octobre 2023       |
| 1258 | L'aventure de Terapagos                                   | テラパゴスの冒険                     | Terapagos no Bouken                        | 27 octobre 2023       |
| 1259 | Tant que je suis avec mes amis                            | 仲間といっしょなら                   | Nakama to Issho nara                       | 3 novembre 2023       |
| 1260 | Le trésor volé                                            | 盗まれた宝物                         | Nusuma Reta Takaramono                     | 10 novembre 2023      |
| 1261 | Oria et la fabricante de Poké Balls                       | オリオとモンスターボール職人         | Orio to Monsutaa Booru Shokunin            | 17 novembre 2023      |
| 1262 | Glissade et crash ! Un Pokémon mystérieux !               | ズル～っとガチャンで謎ポケモン！？   | Zuru~tto Gachan de Nazo Pokemon !?         | 24 novembre 2023      |
| 1263 | Une chanson dans la brume                                 | 白い霧の歌声                         | Shiroi Kiri no Utagoe                      | 1er décembre 2023     |
| 1264 | Lokhlass, le dévouement et l'amitié                       | ラプラスの想い、仲間を想い           | Laplace no Omoi, Nakama o Omoi             | 8 décembre 2023       |
| 1265 | Le rugissement du Rayquaza noir                           | 咆吼の黒いレックウザ                 | Houkou no Kuroi Rayquaza                   | 15 décembre 2023      |
| 1266 | Départs respectifs                                        | それぞれの旅立ち                     | Sorezore no Tabidachi                      | 22 décembre 2023      |
| 1267 | Friede et Cap, les deux font la paire !                   | 荒野のふたり フリードとキャップ      | Kouya no Futari: Friede to Cap             | 12 janvier 2024       |
| 1268 | Mission : trouver le partenaire de Fragroin !             | パフュートン仲良し大作戦！           | Pafuton Nakayoshi dai Sakusen !            | 19 janvier 2024       |
| 1269 | Chochodile, groovy comme un Croco                         | ホゲータ、ワルになる！？             | Hogator, Waru ni Naru !?                   | 26 janvier 2024       |
| 1270 | Un SOS de Compagnol ?                                     | SOSはワッカネズミから？              | SOS wa Wakkanezumi Kara ?                  | 2 février 2024        |
| 1271 | Le marteau idéal de Forgerette                            | カヌチャンとこだわりのハンマー       | Kanuchan to Kodawari no Hanma              | 9 février 2024        |
| 1272 | Adieu, Poussacha ?                                        | さよなら、ニャオハ？                 | Sayonara, Nyahoja ?                        | 16 février 2024       |
| 1273 | Une maman pas comme les autres !                          | キョーレツカーちゃん現る！           | Kyouretsukaa-chan Arawaru !                | 1er mars 2024         |
| 1274 | Transformation ! Superdofin, le héros des mers !          | 変身！海のヒーローイルカマン         | Henshin ! Umi no Hero Irukaman             | 8 mars 2024           |
| 1275 | Le défi des Explorateurs                                  | エクスプローラーズからの果たし状     | Ekusupurōrāzu Kara no Hatashijou           | 15 mars 2024          |
| 1276 | Un plan pour capturer Rayquaza                            | レックウザ捕獲計画                   | Rayquaza Hokaku Keikaku                    | 22 mars 2024          |
| 1277 | De si loin...                                             | はるか、遠くまで                     | Haruka, Touku Made                         | 29 mars 2024          |

### Saison 2: À la recherche de Laqua
| No   | Titre français                                         | Titre japonais                                  | Titre japonais                                | Date de 1re diffusion |
| No   | Titre français                                         | Kanji                                           | Rōmaji                                        | Date de 1re diffusion |
| ---- | ------------------------------------------------------ | ----------------------------------------------- | --------------------------------------------- | --------------------- |
| 1278 | Bienvenue à l'Académie Orange !                        | ドキドキ! オレオレンジアカデミー                | Dokidoki! Orange Academy                      | 12 avril 2024         |
| 1279 | Avec de la volonté et du cœur !                        | リコとニャローテ、心をこめて                    | Liko to Nyarote, Kokoro o komete              | 19 avril 2024         |
| 1280 | Étincelle ! La lueur des flammes et de l'art !         | 輝け! 炎とアートのきらめき!                     | Kagayake ! Honou to Aato no Kirameki !        | 3 mai 2024            |
| 1281 | Dot et Nidotruc                                        | ドットとぐるみん!                               | Dot to Gurumin                                | 10 mai 2024           |
| 1282 | Le style unique de Coiffeton !                         | 映はえろテラスタル! ダンスダンスクワッス!!      | Haero Terastal! Dance Dance Kuwassu!!         | 17 mai 2024           |
| 1283 | La tour de fleurs                                      | トゲトゲニャローテ!? 不思議ふしぎな花はなばしら | Togetoge Nyarote!? Fushigi na Hanabashira     | 24 mai 2024           |
| 1284 | L'avis de tempête de Zapétrel                          | カイデン、強風注意報！                          | Kaiden, Kyoufuu Chuuihou !                    | 31 mai 2024           |
| 1285 | Bibichut et Celui d’un autre monde                     | ミブリムとこの世ならざるもの                    | Mibrim to Konoyo Narazaru mono                | 7 juin 2024           |
| 1286 | Le Trésor d'éternité                                   | 永遠のめぐみ                                    | Towa no Megumi                                | 14 juin 2024          |
| 1287 | Face au Conseil 4 de Paldea                            | 対決！パルデア四天王                            | Taiketsu ! Paldea Shitennou                   | 21 juin 2024          |
| 1288 | Liko contre Cayenn ! Un combat acharné !               | リコVSチリ! バトルの先に                        | Liko VS Chili ! Battle no Saki ni             | 28 juin 2024          |
| 1289 | Terapagos, cet inconnu                                 | わたしの知らないテラパゴス                      | Watashi no Shiranai Terapagos                 | 5 juillet 2024        |
| 1290 | Un repas digne de Scalpereur !                         | 看板ポケモンはドドゲザン!?                      | Kanban Pokemon wa Dodogezan!?                 | 12 juillet 2024       |
| 1291 | Coiffeton et la danse de Mezclamora                    | おどれクワッス！碧きチャンプルステップ!!        | Odore Kuwassu! Aoiki Chanpuru Step!!          | 26 juillet 2024       |
| 1292 | Rhod et Chochodile découvrent la neige                 | はじめての雪！ホッホッゲー！！                  | Hajimete no Yuki! Hoh hoh Gee!!               | 9 août 2024           |
| 1293 | Affronter Laïm... en chantant à l'unisson !            | 響け魂！ライムへの挑戦                          | Hibike Tamashii! Lime e no Chousen            | 16 août 2024          |
| 1294 | Une nouvelle chanson pour Chochodile                   | ホゲータとぼくの歌                              | Hogator to Boku no Uta                        | 23 août 2024          |
| 1295 | Un combat glacial ! Grusha le redoutable !             | 氷の戦い！冷たい瞳のグルーシャ                  | Kouri no Tatakai! Tsumetai Hitomi no Grusha   | 30 août 2024          |
| 1296 | Une ombre approche                                     | ナッペ山、しのびよる影                          | Napper-yama, Shinobiyoru Kage                 | 6 septembre 2024      |
| 1297 | Liko et Amethio                                        | リコとアメジオ                                  | Liko to Amethio                               | 13 septembre 2024     |
| 1298 | Alerte, système infiltré à l'Académie Orange !         | システム侵入！オレンジアカデミーの危機！！      | System Shin'nyuu! Orange Academy no Kiki!!    | 20 septembre 2024     |
| 1299 | Liko contre Rhod : l'éclat de la Téracristallisation ! | 輝けテラスタル！リコVSロイ！！                  | Kagayake Terastal! Liko VS Roy!!              | 27 septembre 2024     |
| 1300 | Le Brave d'Oliville s'envole vers de nouveaux cieux !  | 新たなる空へ！ブレイブアサギ号！！              | Aratanaru Sora e! Brave Asagi-gou!!           | 11 octobre 2024       |
| 1301 | Rhod est Crocogril et Crocogril est Rhod !             | ぼくがポケモンで、キミがぼく！？                | Boku ga Pokémon de, Kimi ga Boku!?            | 18 octobre 2024       |
| 1302 | Le marteau de Forgerette ne s'est pas fait en un jour  | カヌチャンのハンマーは1日にしてならず           | Kanuchan no Hammer wa 1-nichi ni Shite Narazu | 25 octobre 2024       |
| 1303 | Rencontres au Lac Cristallin                           | てらす池の出会い                                | Terasu Ike no Deai                            | 1er novembre 2024     |
| 1304 | À la recherche d'Hachécateur                           | 追跡！バサギリを探せ！！                        | Tsuisekii! Basagiri o Sagase!!                | 8 novembre 2024       |
| 1305 | Hachécateur, le guerrier solitaire                     | 孤高の戦士バサギリ                              | Kokou no Senshi, Basagiri                     | 15 novembre 2024      |
| 1306 | Les trois Explorateurs                                 | ３人のエクスプローラーズ                        | San nin no Ekusupurōrāzu                      | 22 novembre 2024      |
| 1307 | Les merveilles du monde                                | 託された未来、この世界の輝き                    | Takusa reta Mirai, kono Sekai no Kagayaki     | 29 novembre 2024      |
| 1308 | Okéoké et Constant Daccord                             | ソーナノ？ソーダヨ                              | Sohnano? Soodayo!                             | 6 décembre 2024       |
| 1309 | Le retour de Landon                                    | ランドウ、故郷へ帰る                            | Landau, Kokyou e Kaeru                        | 13 décembre 2024      |
| 1310 | Le cri sauvage d'Entei                                 | 激闘エンテイ！炎のおたけび！！                  | Gekitou Entei! Honoo no o Take bi !!          | 20 décembre 2024      |
| 1311 | Au-delà du sommet                                      | オーバー・ザ・トップ                            | Ōbāza toppu                                   | 10 janvier 2025       |
| 1312 | Titre en français inconnu                              | エリアゼロでオニイケポケモン！？                | Area zero de oni-ike Pokémon !?               | 17 janvier 2025       |
| 1313 | Titre en français inconnu                              | 大バトル！大地を穿つ炎                          | Dai Battle! Daichi o Ugatsu Honoo             | 24 janvier 2025       |
| 1314 | Titre en français inconnu                              | 光り出した虹の先で                              | Hikari Dashita Niji no Saki de                | 31 janvier 2025       |
| 1315 | Titre en français inconnu                              | 明かされる真実？アメジオの決意                  | Akasa reru Shinjitsu? Amethio no Ketsui       | 7 février 2025        |
| 1316 | Titre en français inconnu                              | 天と地が出会う処                                | Ten to Tsuchi ga Deau Tokoro                  | 14 février 2025       |
| 1317 | Titre en français inconnu                              | 到着！楽園ラクア                                | Tōchaku! Rakuen Rakua                         | 21 février 2025       |
| 1318 | Titre en français inconnu                              | ライジングボルテッカーズVSエクスプローラーズ!   | Raijingu Borutekkāzu Vs. Ekusupurōrāzu!       | 28 février 2025       |
| 1319 | Titre en français inconnu                              | 黒いレックウザの導き                            | Kuroi Rayquaza no michibiki                   | 7 mars 2025           |
| 1320 | Titre en français inconnu                              | 激震の白いジガルデ                              | Gekishin no Shiroi Zygarde                    | 14 mars 2025          |
| 1321 | Titre en français inconnu                              | 冒険の先に                                      | Bouken no saki ni                             | 21 mars 2025          |

### Saison 3
| No   | Titre français            | Titre japonais                      | Titre japonais                       | Date de 1re diffusion |
| No   | Titre français            | Kanji                               | Rōmaji                               | Date de 1re diffusion |
| ---- | ------------------------- | ----------------------------------- | ------------------------------------ | --------------------- |
| 1322 | Titre en français inconnu | 大空へ向かって、再び前編            | Oozora e Mukatte, Futatabi Zenpen    | 11 avril 2025         |
| 1323 | Titre en français inconnu | 大空へ向かって、再び後編            | Oozora e Mukatte, Futatabi Kōhen     | 11 avril 2025         |
| 1324 | Titre en français inconnu | ラクリウム・サインを追って          | Rakurium Sign wo otte                | 18 avril 2025         |
| 1325 | Titre en français inconnu | ガチ推し！？ ぐるみんファン対決！！ | Gachi-oshi!? Gurumin Fan Taiketsu!!  | 25 avril 2025         |
| 1326 | Titre en français inconnu | ポケモンセンターのお姉さん          | Pokemon Center Nooneesan             | 2 mai 2025            |
| 1327 | Titre en français inconnu | ストロングスフィア                  | Strong Sphere                        | 9 mai 2025            |
| 1328 | Titre en français inconnu | 激突！ドラゴン爆走団                | Gekitotsu! Dragon Bakusou-dan        | 16 mai 2025           |
| 1329 | Titre en français inconnu | いたずらマッギョのイイ笑顔？        | Itazura Maggyo no ii Egao ?          | 30 mai 2025           |
| 1330 | Titre en français inconnu | 再会のセルクルタウン！              | Saikai no Cercle Town !              | 6 juin 2025           |
| 1331 | Titre en français inconnu | 飛べないオリオと                    | Tobenai Orio to                      | 13 juin 2025          |
| 1332 | Titre en français inconnu | 我らライジングボルテッカーズ！      | Warera Raijingu Borutekkāzu !        | 20 juin 2025          |
| 1333 | Titre en français inconnu | 闘え！テラスタル対メガシンカ！！    | Tatakae! Terastal tai Mega Shinka !! | 27 juin 2025          |
| 1334 | Titre en français inconnu | 遺跡で出逢った騎士                  | Iseki de deatta knight               | 4 juillet 2025        |
| 1335 | Titre en français inconnu | 燃やせ、ぐるみん愛 !                | Moyase, Gurumin-ai !                 | 18 juillet 2025       |
| 1336 | Titre en français inconnu | カルボウの願い                      | Carbou no negai                      | 1er août 2025         |
| 1337 | Titre en français inconnu | 嵐のち波乗りサーフゴー              | Arashi nochi naminori Surfugo        | 8 août 2025           |
| 1338 | Titre en français inconnu | メガすげぇ！？開かずのダークボール  | Mega sugee!? Akazu no Dark Ball      | 15 août 2025          |
| 1339 | Titre en français inconnu | ふたり、友として                    | Futari, tomo to shite                | 22 août 2025          |
| 1340 | Titre en français inconnu | ダイアナ・カムズ・バック！！！！    | Titre en japonais inconnu            | 29 août 2025          |